# 7047 Lundström
7047 Lundström este un asteroid din centura principală, descoperit pe 2 septembrie 1978, de Claes Lagerkvist.